# Garckea flexuosa
Garckea flexuosa är en bladmossart som beskrevs av Margadant och Norkett 1973. Garckea flexuosa ingår i släktet Garckea och familjen Ditrichaceae. Inga underarter finns listade i Catalogue of Life.